# Steve Marriott
Stephen Peter "Steve" Marriott, född 30 januari 1947 i Manor Park i Newham i London, död 20 april 1991 i Arkesden i Essex, var en brittisk sångare, munspelare och gitarrist. 
Marriott var frontfigur i modmusikgruppen Small Faces åren 1965–1969. Han lämnade detta band mitt under ett liveframträdande då de på slutet av 1960-talet fallit i popularitet. Han startade istället gruppen Humble Pie som höll på till 1975.
Marriott hann vara med på en återförening av Small Faces på 1980-talet innan han omkom i en brand i sitt hus 1991.

## Diskografi
Album med Small Faces
- 1966 – Small Faces
- 1967 – From the Beginning
- 1967 – Small Faces
- 1967 – There Are But Four Small Faces
- 1968 – Ogden's Nut Gone Flake
- 1969 – The Autumn Stone
- 1977 – Playmates
- 1978 – 78 in the Shade
- 1997 – The Masters
- 1999 – Itchycoo Park
- 1999 – The BBC Sessions

Album med Humble Pie
- 1969 – As Safe as Yesterday Is
- 1969 – Town and Country
- 1970 – Humble Pie
- 1971 – Rock On
- 1972 – Smokin'
- 1973 – Eat It
- 1974 – Thunderbox
- 1975 – Street Rats
- 1980 – On to Victory
- 1981 – Go for the Throat
- 2002 – Back on Track

Steve Marriott soloalbum
- 1976 – Marriott
- 1985 – Live at the Sir George Robey 23-10-85
- 1986 – Live at Dingwalls 6.7.84
- 1990 – Marriott & Band
- 1993 – 30 Seconds to Midnite
- 1996 – Steve Marriott's Scrubbers
- 1999 – Clear Through the Night
- 1999 – New Millennium
- 2000 – Afterglow
- 2000 – Sing the Blues Live
- 2000 – Live in Germany
- 2000 – The Legendary Majik Mijits
- 2001 – Voice of Humble Pie
- 2003 – Signed Sealed
- 2004 – Free and Single Volume 2
- 2004 – About Face
- 2005 – Rainy Changes
- 2006 – Tin Soldier - The Steve Marriott Anthology
- 2006 – Steve Marriott & The Official Receivers
- 2007 – Wham Bam
- 2009 – All or Nuffin: The Final Performance